# Зетска улица (Београд)
| Зетска улица                       | Зетска улица |
| ---------------------------------- | ------------ |
|                                    |              |
| Општина                            | Стари Град   |
| Почетак                            | Скадарска 24 |
| Крај                               | Цетињска     |
| Дужина                             | 200 m        |
| Ширина                             | 5-8 m        |
| Створена                           | 1872         |
| Названа                            | 1872.        |
|                                    |              |
|                                    |              |
| Зетска улица, поглед ка Скадарлији |              |

Зетска улица једна је од старијих градских улица у Београду. Датира још из 1872. године. Протеже се од Скадарске до Цетињске улице.

## Име улице
Улица није мењала назив током свог постојања од 1872. године. Носи назив по Зети, реци у Црној Гори, десној притоци Мораче.

### Река Зета
Зета је дугачка око 90 km. У Морачу се улива код Подгорице. У 11. веку по њој је названа област старе Дукље, данашње Црне Горе, где је настала прва српска краљевина.

## Историја
Зетска улица је била поплочана турском џомбастом калдрмом. Ту су се налазиле кућице облепљене блатом, са крововима од ћерамиде. Понека је имала и доксате. Дворишта су била ограђена тарабама, а иза њих су се виделе баште и баштенске чесме.

## Споменик возачу
На ћошку Зетске и Цетињске улице налази се табла посвећена возачу који је 1963. године возио камион Цетињском улицом. Камион се покварио. Пошто је улица под оштрим углом у делу ка Булевару деспота Стефана, он је нагло скренуо у висини Зетске улице и на тај начин спречио велику несрећу. Камион се преврнуо и возач је погинуо.

## Зетском улицом
Зетска је кривудава улица са малим продавницама различите робе, порцелана, одеће. На углу Зетске и Скадарске је реновирана пекара Спаса, чувена по специјалитету лепиња са гулашем.
- Мачка у једном од излога продавница у Зетској
- Зетска, поглед на Скадарску
- Зетска
- Бочна страна Пекаре Спасе

### Занимљивости
Године 1891. урађена је регулација вароши Београда. Ка Скадарској треба да буде широка 6,5 m, а од прелома до Цетињске 5,60 m.
Зетска је обухватала 1200 m2, а пешачка стаза 480 m2.

## Суседне улице
- Цетињска
- Скадарска
- Булевар деспота Стефана
- Симина
- Емилијана Јосимовића